# 柴野たいぞう
柴野 たいぞう（しばの たいぞう、本名：柴野 多伊三〈読み同じ〉、旧名：柴野 実〈しばの みのる〉。1951年7月7日 - 2011年9月5日）は、日本の政治家、実業家。
本名や「しばの 実（- みのる）」「武野 義三（たけの よしぞう）」等のペンネームを用いた。

## 経歴・人物
- 1951年、新潟県柏崎市生。新潟県立柏崎高等学校並びに東京都立青山高等学校中退。東京都立新宿高等学校に編入し卒業。中央大学法学部政治学科卒業[要出典]。
- 大学卒業後、同類と共に起業。多摩教育アカデミー学院を設立して学院長を務めるなど事業をする傍ら[要出典]、新自由クラブの結党に参加[要出典]。
- 1985年東京都議会議員選挙に八王子市選挙区から新自由クラブ公認で立候補したが落選。
- その後新自由クラブを離党[要出典]。
- 1991年、「バイオテック株式会社」を創業し、代表取締役社長となる[要出典]。
- 1993年、第40回衆議院議員総選挙に旧東京1区から新生党公認で立候補、当選。
- 1996年、第41回衆議院議員総選挙に東京1区から新進党公認で立候補するも大幅に得票を減らし落選。1997年12月31日に新進党が政党助成法に基き分党、無所属となる。
- 2000年、第42回衆議院議員総選挙に際し、「都市新党」を結党、代表に就任する[要出典]。東京7区から同党公認で立候補するも落選。これ以後しばらく選挙に立候補せず、政治活動を休止した。
  - この時ポスターに石原慎太郎の写真を無断使用し問題化した。
- その後バイオテック株式会社代表取締役社長を務めたが退任。社団法人東京新潟県人会理事、渋谷新潟県人会会長を務める[要出典]。
- 非認定のカリフォルニア・コースト大学大学院経営学科博士課程より、経営学博士号を購入。
- 2008年9月、バイオ燃料供給を事業化し、「日本中油株式会社」設立。代表取締役社長となる。
- 2009年3月、「ニュー・バイオテック株式会社」を設立し代表取締役会長となる。
- 2009年11月24日、ワールドビジネスサテライト（テレビ東京系）出演。
- 2010年1月、第22回参議院議員通常選挙比例代表に自民党公認で立候補することが発表された。10年ぶりの国政選挙立候補となったが、7月の選挙では落選。
- 2010年7月、日本中油が「中国石油天然ガス集団」（CNPC）の日本法人を名乗って事業展開していたが、CNPC側から関係を否定されたこと[5]、およびニュー・バイオテック社が、既に亡くなった工学博士を顧問とし、他に顧問とされた大学関係者も顧問就任を否定したこと[6]が報じられた。
- 2010年9月21日、自身が代表を務める日本中油の増資に関し虚偽の登記を行った容疑により東京地検特捜部の強制捜査を受け、逮捕[7]。電磁的公正証書原本不実記録等供用の罪で10月8日に起訴された[8]。また同14日、未公開株をめぐる詐欺容疑により再逮捕[9]。これも合わせて起訴された。2011年1月の初公判で起訴内容を認め[10]、7月の最終意見陳述で「深く反省している」と述べた[11]。
- 2011年9月5日、この日の午後に判決公判が予定されていたが、日本中油の事務所内で首を吊っている所を発見された。搬送先の病院で死亡が確認された。事務所の机の上に遺言書と書いた封筒とともに、東京地検の捜査を批判する抗議文などが置かれており、自殺と見られる[11]。
- 2009年12月に刊行した著書『環境革命 人類生存のための緊急提言』に自ら記していた略歴は以下の通り。
  - 「昭和26年7月生まれ。新潟県柏崎市出身。中央大学法学部卒業。カルフォルニア・コースト大学院経営学博士課程修了。経営学博士(Ph. D)。元新自由クラブ全国連合政策室次長。元衆議院議員、元衆議院外務委員会筆頭理事。国際問題アナリスト「柴野たいぞう」事務所代表。エコ・アップ・ジャパン代表。株式会社ニュー・バイオテック 代表取締役会長。中国石油グループ 上海中油企業集団有限公司 政策顧問。日本中油株式会社 代表取締役社長。」

## 政策
- 2010年、毎日新聞が主催する参院選候補者アンケートで「選択的夫婦別姓制度」に対し「反対」と回答した[12]。

## その他の役職
- エコ・アップ・ジャパン代表幹事
- 日本・カンボジア友好協会理事[13]

## 著書
- 38度線戦慄の日　韓国の危機は日本の危機（天山ブックス、1988年7月、天山出版（発売:大陸書房、ISBN 4-8033-1422-5、「武野義三」名義の著作）
- カンボジアの真実　陥穽に落ちたPKO（1993年1月、亜紀書房、ISBN 4-7505-9221-8、「柴野たいぞう」名義の著作）
- 環境革命 人類生存のための緊急提言（2009年12月、国書刊行会、ISBN 4-3360-5175-5、「柴野たいぞう」名義の著作）
- 検察に死の花束を捧ぐ（2011年12月、三五館、ISBN 978-4-88320-550-9、「柴野たいぞう」名義の著作。没後の刊行）